# The Affair (televisieserie)
The Affair is een Amerikaanse dramaserie uit 2014 van Sarah Treem en Hagai Levi met Dominic West, Ruth Wilson, Maura Tierney, Joshua Jackson, Julia Goldani Telles en Irène Jacob in de hoofdrollen. De serie debuteerde op Showtime.
In The Affair volgt men Noah Solloway en Alison Bailey en de emotionele impact van hun buitenhuwelijkse relatie. De twee ontmoeten elkaar in het stranddorpje Montauk op Long Island. Hij is een leerkracht die na het schrijven van een debuutroman moeite heeft een vervolg rond te krijgen. Noah is getrouwd en vader van vier kinderen. Alison is een jonge serveerster die haar leven en haar huwelijk terug op de sporen probeert te krijgen nadat haar kind overleed.
In de herfst van 2015 volgde een tweede seizoen. Het vertelperspectief breidde zich uit naar dat van Helen Solloway en van Cole Lockhart. In november 2016 volgde het derde seizoen van de serie. Ook in het derde seizoen werd het vertelperspectief uitgebreid, met dat van Juliette le Gall. 
De serie won in januari 2015 op de 72e Golden Globe Awards een Golden Globe Award for Best Television Series – Drama met ook voor Ruth Wilson een Golden Globe Award for Best Actress – Television Series Drama.